# Súper razón áurea
| Súper razón aúrea | |
| Binario           | 1.01110111001011111010... |
| Decimal           | 1.4655712318767680266567312... |
| Hexadecimal       | 1.772FAD1EDE80B46... |
| Fracción continua | [1; 2, 6, 1, 3, 5, 4, 22, 1, 1, 4, 1, 2, 84, 1, ...]                                                                                   |
| Fórmula           | {\displaystyle \psi ={\frac {1}{3}}\left(1+{\sqrt[{3}]{\frac {29+3{\sqrt {93}}}{2}}}+{\sqrt[{3}]{\frac {29-3{\sqrt {93}}}{2}}}\right)} |

En matemáticas, se dice que dos cantidades guardan entre sí la súper razón áurea si su cociente es igual a la única solución real de la ecuación {\displaystyle x^{3}=x^{2}+1.} Esta solución se denomina comúnmente {\displaystyle \psi .} El nombre súper razón áurea resulta de una analogía con la razón áurea {\displaystyle \varphi }, que es la raíz positiva de la ecuación {\displaystyle x^{2}=x+1.}
Usando las fórmulas disponibles para la resolución de la ecuación de tercer grado, se puede demostrar que:
{\displaystyle \psi ={\frac {1}{3}}\left(1+{\sqrt[{3}]{\frac {29+3{\sqrt {93}}}{2}}}+{\sqrt[{3}]{\frac {29-3{\sqrt {93}}}{2}}}\right),}
o, usando la función coseno hiperbólico,
{\displaystyle \psi ={\frac {2}{3}}\cosh {\left({\frac {1}{3}}\cosh ^{-1}\left({\frac {29}{2}}\right)\right)}+{\frac {1}{3}}.}
La expansión decimal de este número comienza como 1.465571231876768026656731... (sucesión A092526 en OEIS).

## Propiedades

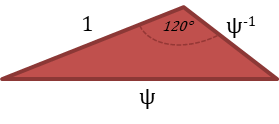
Un triángulo con longitudes de lados, 1, y tiene un ángulo de exactamente 120 grados opuesto al lado de longitud

Muchas propiedades de la súper razón áurea están estrechamente relacionadas con la razón áurea {\displaystyle \phi }. Por ejemplo, mientras que {\displaystyle \varphi -1=\varphi ^{-1}} para la razón áurea, el cuadrado inverso de la súper razón áurea tiene la forma {\displaystyle \psi -1=\psi ^{-2}}. Además, la súper razón áurea se puede expresar en términos de sí misma como la serie geométrica infinita:
{\displaystyle \psi ^{3}=\sum _{n=0}^{\infty }\psi ^{-n},}
en comparación con la identidad de la razón áurea:
{\displaystyle \varphi ^{2}=\sum _{n=0}^{\infty }\varphi ^{-n}.}
La súper razón áurea es también el cuarto número de Pisot-Vijayaraghavan más pequeño, lo que significa que sus elementos conjugados son menores que 1 en valor absoluto.

## Sucesión súper áurea
La sucesión súper áurea, también conocida como sucesión de Naraian Pandit, es una secuencia en la que la proporción entre términos consecutivos se aproxima a la súper razón áurea. Los primeros tres términos toman todos el valor 1, y cada término posterior se calcula sumando el término anterior y el término situado dos lugares antes de este último; es decir
{\displaystyle a_{n+1}=a_{n}+a_{n-2}}, con {\displaystyle a_{1}=a_{2}=a_{3}=1}.
Los primeros valores son 1, 1, 1, 2, 3, 4, 6, 9, 13, 19, 28, 41, 60, 88, 129, 189, 277, 406, 595… (sucesión A000930 en OEIS).

## Rectángulo súper áureo

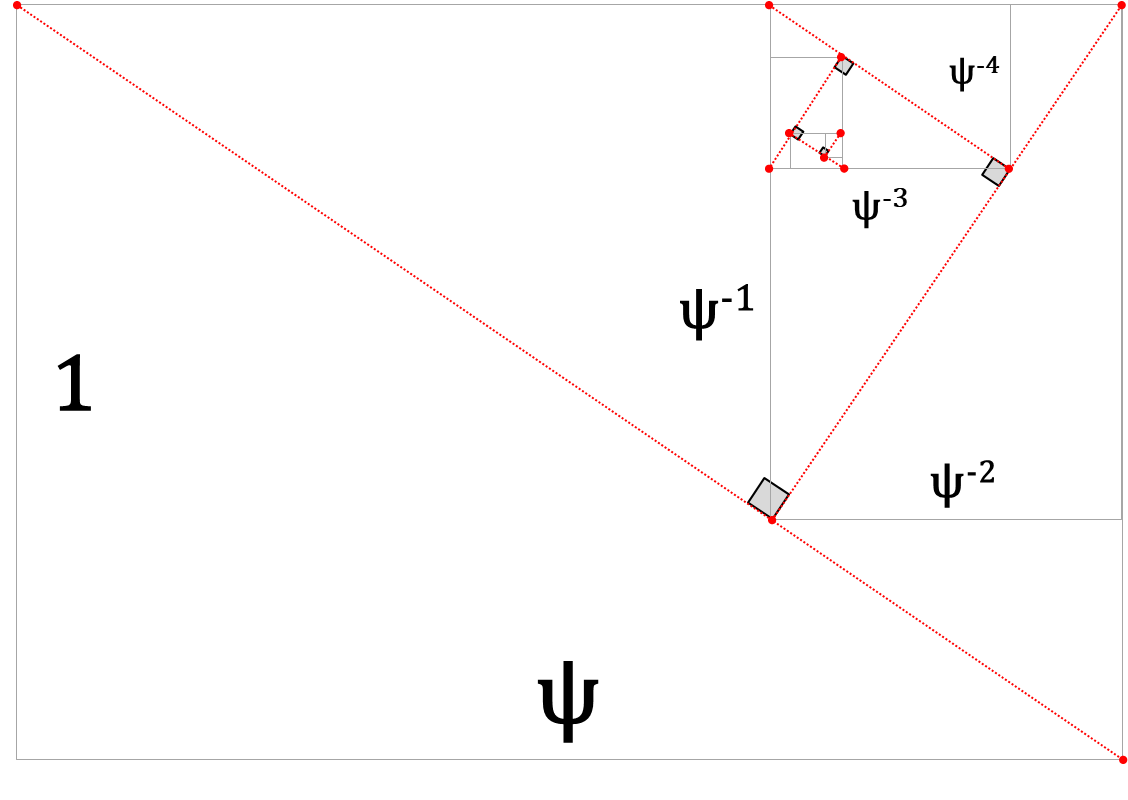
Este diagrama muestra las longitudes de las potencias decrecientes dentro de un rectángulo súper áureo, y el patrón de ángulos rectos que se cruzan que aparece como resultado

Un rectángulo súper áureo es aquel cuyas longitudes de los lados guardan entre sí la proporción ψ:1. Cuando se elimina un cuadrado con la misma longitud de lado que el lado más corto del rectángulo de un lado del rectángulo, los lados del rectángulo resultante estarán en una proporción ψ2:1. Este rectángulo se puede dividir en dos rectángulos súper áureos más con orientaciones opuestas y área en una proporción ψ2:1. El rectángulo más grande tiene una diagonal de longitud {\displaystyle 1/{\sqrt {\psi }}} multiplicada por el lado corto del rectángulo original y que es perpendicular a la diagonal del rectángulo original.
Además, si el segmento que separa los dos rectángulos súper áureos se extiende en el cuadrado, entonces cada par de rectángulos diagonalmente opuestos tiene un área combinada que es la mitad de la del rectángulo original. El más grande de los nuevos rectángulos también es un rectángulo súper áureo, con una diagonal de longitud {\displaystyle {\sqrt {\psi }}} multiplicada por la longitud del lado corto del rectángulo original; mientras que el más pequeño tiene lados con la proporción ψ3:1.

## Función lambda elíptica
La solución de la siguiente ecuación, en la que intervienen integrales elípticas completas del primer tipo, se puede representar de forma simplificada mediante el súper número áureo:
{\displaystyle K({\sqrt {1-x^{2}}})/K(x)={\sqrt {31}}}
{\displaystyle x=\lambda ^{*}(31)=\sin[{\tfrac {1}{2}}\arcsin({\tfrac {1}{8}}\psi ^{-12})]}
{\displaystyle {\sqrt {1-x^{2}}}=\lambda ^{*}({\tfrac {1}{31}})=\cos[{\tfrac {1}{2}}\arcsin({\tfrac {1}{8}}\psi ^{-12})]}
Estos valores son los correspondientes a la función elíptica lambda de 31 y 1/31. λ*(124) y λ*(4/31) también se pueden determinar con estos valores:
{\displaystyle \lambda ^{*}(124)=\tan[{\tfrac {1}{4}}\arcsin({\tfrac {1}{8}}\psi ^{-12})]^{2}}
{\displaystyle \lambda ^{*}({\tfrac {4}{31}})=\tan[{\tfrac {1}{4}}\pi -{\tfrac {1}{4}}\arcsin({\tfrac {1}{8}}\psi ^{-12})]^{2}}

## Problema de las vacas de Narayana

### Planteamiento
El matemático indio Narayana (नारायण पण्डित) estudió matemáticamente el desarrollo reproductivo de las vacas en el siglo XIV. Expuso como condición que toda vaca sea capaz de reproducirse a partir de los tres años de vida y tenga una vaca recién nacida cada año. Al principio debería haber una vaca en el campo. La secuencia numérica exacta del número total de vacas en el campo se llama secuencia de vacas de Narayana. Esta secuencia es una secuencia infinita de números naturales, que originalmente comienza con tres veces el número uno. Entonces, según la definición recursiva, cada número de esta secuencia es la suma de su primer y tercer predecesor:
{\displaystyle N_{1}=N_{2}=N_{3}=1}
{\displaystyle N_{n}=N_{n-1}+N_{n-3}}
La secuencia de las vacas de Narayana se desarrolla de manera análoga a la sucesión de Fibonacci, excepto en que no se suman dos números adyacentes, sino dos números que están separados por dos posiciones entre sí para obtener el sucesor de la secuencia afectada. Estos son los primeros números de Narayana:
1, 1, 1, 2, 3, 4, 6, 9, 13, 19, 28, 41, 60, 88, 129, 189, 277, 406, 595, 872…
El límite del cociente de términos sucesivos hacia el infinito da como resultado el súper número áureo:
{\displaystyle \lim _{n\to \infty }{\frac {N_{n+1}}{N_{n}}}=\psi }
De manera análoga a la descripción del crecimiento de una población de conejos utilizando la secuencia de Fibonacci, la descripción del crecimiento de una población de vacas se realiza utilizando la secuencia de Narayana. La tabla que figura a continuación muestra el número de vacas en función del año y edad de la población:
| Años transcurridos | Edad de las vacas | Edad de las vacas | Edad de las vacas | Edad de las vacas | Número total de vacas |
| Años transcurridos | Menos de 1 año    | 1 año             | 2 años            | 3 años o más      | Número total de vacas |
| ------------------ | ----------------- | ----------------- | ----------------- | ----------------- | --------------------- |
| 1                  | 1                 | 0                 | 0                 | 0                 | 1                     |
| 2                  | 0                 | 1                 | 0                 | 0                 | 1                     |
| 3                  | 0                 | 0                 | 1                 | 0                 | 1                     |
| 4                  | 1                 | 0                 | 0                 | 1                 | 2                     |
| 5                  | 1                 | 1                 | 0                 | 1                 | 3                     |
| 6                  | 1                 | 1                 | 1                 | 1                 | 4                     |
| 7                  | 2                 | 1                 | 1                 | 2                 | 6                     |
| 8                  | 3                 | 2                 | 1                 | 3                 | 9                     |
| 9                  | 4                 | 3                 | 2                 | 4                 | 13                    |
| 10                 | 6                 | 4                 | 3                 | 6                 | 19                    |
| 11                 | 9                 | 6                 | 4                 | 9                 | 28                    |
| 12                 | 13                | 9                 | 6                 | 13                | 41                    |
| 13                 | 19                | 13                | 9                 | 19                | 60                    |
| 14                 | 28                | 19                | 13                | 28                | 88                    |

### Coeficientes binomiales
Los números en la secuencia de las vacas de Narayana se pueden representar como sumas de coeficientes binomiales del triángulo de Pascal. Se comienza con un 1 en el lado izquierdo del triángulo de Pascal y se salta de coeficiente binomial en coeficiente binomial de modo que siempre se dan tres pasos hacia la derecha y un paso hacia abajo hacia la derecha. La traza resultante de los saltos sobre los coeficientes binomiales forma una línea recta que va desde la parte inferior izquierda hasta la parte superior derecha. La suma de los coeficientes binomiales en dicha recta siempre da como resultado un número de la secuencia de Narayana. Por tanto, las siguientes tres fórmulas se aplican a todos los números naturales n ∈ ℕ:
{\displaystyle N_{3n-2}=\sum _{k=1}^{n}{\binom {3n-2k-1}{3n-3k}}}
{\displaystyle N_{3n-1}=\sum _{k=1}^{n}{\binom {3n-2k}{3n-3k+1}}}
{\displaystyle N_{3n}=\sum _{k=1}^{n}{\binom {3n-2k+1}{3n-3k+2}}}

### Fórmula matricial
La siguiente matriz genera los números de la secuencia de Narayana:
{\displaystyle M={\begin{pmatrix}1&1&0\\0&0&1\\1&0&0\end{pmatrix}}}
El único autovalor real de esta matriz es el súper número áureo. Al elevar la matriz a sucesivas potencias enteras, se obtienen consecutivamente nuevas matrices formadas por números de Narayana:
{\displaystyle M^{n}={\begin{pmatrix}1&1&0\\0&0&1\\1&0&0\end{pmatrix}}^{n}={\begin{pmatrix}N_{n+1}&N_{n}&N_{n-1}\\N_{n-1}&N_{n-2}&N_{n-3}\\N_{n}&N_{n-1}&N_{n-2}\end{pmatrix}}}